# Olivier Mwimba
Olivier Mwimba, född 6 november 1994, är en friidrottare från Kongo-Kinshasa. Han deltog vid olympiska sommarspelen 2020.